# 地域生態学
地域生態学（ちいきせいたいがく）とは、地域生態の仕組みやあり方について考える学問。地域環境を構成している様々な要素の関係を探る計画学といえ、したがって、地域環境を健全にマネジメントするために、地域を構成する諸要素および人間生活行動などの相互関係を解明しようとする。
生態学は、本来「生物と環境との相互作用を扱う学問」である。この定義をより広義に捉えると、主体と客体との関係性を探る学問であると解釈できるが巷ではこのような解釈のもとに、人類生態学、都市生態学といったように多様な領域に用いられている。
地域生態学では、単に純粋科学として要素間の関係を探るだけでは意味がない。認識できた関係を手がかりに、地域環境の保全・再生に繋げることが大切である。計画学としての地域生態学は、応用科学として地域環境の保全・再生に係わる計画・整備・管理の指針を明確にすることを目標としている。

## 概説
地域環境を構成する要素、地域生態学で対象とする領域は、人々が係わりをもつすべての環境である。その環境の様相は、人々が営みを開始する以前からその場に存在する固有な自然的特性に左右されると同時に、そこで展開される人々の営みの内容や程度によって異なっている。
世界遺産にみられるように、自然的な環境そのものが地域固有の風景を形成している「自然景観」や、それぞれの場でその時代や社会性を反映した「人文景観」など、いずれもその地域固有の環境を形成している。世界遺産といった特筆される地域だけでなく、すべての地域は本来、その場固有の自然的特性と人文的特性を有し時間経過によって歴史的特性も醸成されている。
以上のような観点から、地域環境を構成する要素としては、地勢、植生、気候などの「自然的要素」、建築物や道路、集落、都市などの「人工的要素」、歴史的地物、風物、慣習などの「歴史的要素」に大別することができる。したがって、このような要素で構成される地域環境は、ランドスケープ(Landscape) 、「土地」の上に繰り広げられた「景」であり我々が目にする「風景」のこと、と同義である。
我々が生活する空間は、元々は火山活動などの内的な力や雨水による侵食活動といった外的な力によって形成される「地形」や、気候条件の違いにより、北から針葉樹林、落葉樹林、照葉樹林、亜熱帯樹林に変化する「植生」などの自然的要素で支配されている。そこに、人工的要素としての集落やまちが、その場の地形特性に応じて形成される。さらに、長い時間経過の中で、地域固有の歴史的地物ゃ風俗、慣習などが育成されていき、鎮守の森のような地域の人々に使い込まれた風景が育っていった。一方、土木技術の進展に伴って、平城を中心とした城下町や用水路なども造られ、さらに近代になって大都市が形成され、黒部ダムや明石海峡大橋などに代表される巨大構築物も出現している。
このように、その場の自然的要素の上に、人々の営みとしての人工的な要素が蓄積され、時間経過の中で歴史的要素として残ったものも存在し、その場固有の地域環境を形成しているのである。このように、風景/ランドスケープは多様な要素で構成され、地域環境の質を総合的に表す指標ともいえる。
生産・大量消費の時代から、環境と共生する時代に入り、それぞれの地域で多様なライフスタイルが展開される時代を迎えているといえる。
このような状況において、地域レベルで多様な社会・経済システムおよびそれを支える環境システムを構築する必要がある。それぞれの地域で、環境の固有性、生活スタイルの固有性、生業システムの固有性の創出が志向され、その結果として多様なタイプの地域が形成されることになり、より健全な全体システムが構築されると思われる。本書は、このような多様な地域の自立・安定・循環に「緑地」を手がかりとしてどのように貢献できるかを探ったものである。
すなわち、地域の緑地環境を健全にマネジメントするための知見を地域の固有な生態から探り、これからのまちづくりにおいて地域特性と共生する視点を大切にすべきであるという考え方に立脚している。
地域生態学における研究・教育の視点は、極めて明解である。
ランドスケープを構成している「自然と「歴史」に着目して地
域の固有性をひもとき、緑地環境のマネジメントのあり方を探ろうというものである。その場の特性を発見しその場の保全・再生に繋がる処方箋を書き、その場を管理運営する仕組みを構築することが、この研究グループに課された使命といえる。まさしく「環境の医者」という役割を果たすための処方箋の手がかりとなる知見を明らかにしようとしている。
したがって、地域生態学は、純粋生態学ではないということ、地域生態学では、地域環境の保全・再生のための計画・整備・管理に繋がる知見を得ることが主眼となる。さらに動植物そのものの生理・生態を細かく追っていくのではなく、常に動植物が生活する空間の評価およびそれに伴う保全・創成を探ることを目的としているのである。すなわち、健全なランドスケープをどのように獲得できるかを、自然生態、人文生態といった側面から解明しようとしている。